# 직봉전쟁
직봉전쟁(直奉戰爭) 혹은 봉직전쟁(奉直戰爭)은 북양정부(北洋政府) 시기, 직계(直系) 군벌과 봉계(奉系) 군벌이 중국 북방에서 1922년과 1924년 전후에 걸쳐 발생한 두 차례 전쟁이다. 1차 전쟁은 직계가, 2차 전쟁은 봉계가 승리하였다.

## 제1차 직봉전쟁
제1차 직봉전쟁(第一次直奉戰爭)은 1922년 4월 28일부터 5월 5일까지 발생하였다. 손문(쑨원)(孫文), 단기서(돤치루이)(段祺瑞), 장작림(장쭤린)(張作霖) 연맹이 직계(直系) 조곤(차오쿤)(曹錕)과 오패부(우페이푸)(吳佩孚)에 대항하였다. 4월, 봉군(奉軍)이 산해관(山海關)에 진입해 들어갔다. 4월 29일, 제1차 직봉전쟁이 발발하였다. 오패부는 총사령(總司令)으로 7개 사단과 5개 여단 10만 여명의 군사를 지휘하였고, 두 군대가 마창(馬廠)과 장신점(長辛店)에서 격전을 벌였으며, 오패부는 기병(奇兵)을 매오 길을 포위하고 봉군의 후방을 공격하였으며, 봉군은 배후에서 적을 맞이하였다. 다시 봉군 제16사단은 전장에서 배반을 하면서 전군이 붕괴하였다. 이에 손문은 북벌(北伐)에서 돌아오던 중에 광주(廣州)로 돌아왔으나, 천중밍에게 영풍함(永豐艦)에서 포위당하였고, 마침내 직계가 승리를 획득하였다. 장작림은 패재하여 산해관 밖으로 후퇴하였고 외국 선교사의 조정을 통하여 양측은 전투를 중지하였다. 오패부는 서세팡(쉬스창)(徐世昌)을 위협하여 하야하게 하였고, 여원홍(리위안훙)(黎元洪)을 맞이하였다. 1923년 6월, 조곤은 여원홍을 압박하여 파직시켰고, 10월에는 뇌물로 총통(總統)에 선발되었고 사람들의 비판을 받았으며, 이는 봉환월연합(奉皖粵聯合, 봉천•직례•광동 연합, 장작림•단기서•손문 연합)이 반직(反直) 전선을 형성하기에 이르렀다.

## 제2차 직봉전쟁
1924년 9월 4일, 장작림은 절로(浙盧)가 '솔병입관(率兵入關, 군대를 이끌고 산해관을 들어가라)'의 전보를 친 것에 호응, 진위군(鎭威軍)이라는 이름을 걸고 스스로 봉군총사령(奉軍總司令)에 올라, 9월 15일까지 조양(朝陽) 방면으로 진격하였다. 제1군과 제3군이 산해관과 구문구(九門口)의 전선을 공격하였다. 제2군은 열하남로(熱河南路)와 조양•능원(凌源)•냉구(冷口) 전선을 공격하였다. 제4군은 금주(錦州)에서 총예비대(總預備隊)가 되었다. 제5군과 제6군은 열하북로(熱河北路)로 진공하였다.
9월 14일, 오패부는 낙양(洛陽)에서 북경으로 간 후, 조곤은 장작림 토벌 명령을 내렸고, 오패부를 토역군총사령(討逆軍總司令)으로 임명하여 중남해(中南海) 사조당(四照堂)에 사령부(司令部)를 설치하였다. 17일, 오패부는 사조당에서 장군을 임명하였다. 15사단 사단장 팽수신(彭寿莘)은 제1군총사령겸제1로사령(第一軍總司令兼第一路司令)에 임명되었고, 풍옥영(馮玉榮)은 제1로부사령(第一路副司令)에 임명되었으며, 제23사단 사단장 왕유성(王維城)은 군부사령겸제2로사령(軍副司令兼第二路司令)에 임명되었고, 갈수병(葛樹屛)은 제2로부사령(第二路副司令)에 임명되었고, 제9사단 사단장 동정국(董政國)은 군부사령겸제3로사령(軍副司令兼第三路司令)에 임명되었다. 이들은 경봉선(京奉線)을 따라 전진하여 요심(遼瀋, 요양과 심양)으로 진격하였다. 제13사단 사단장 왕회경(王懷慶)은 제2군총사령(第二軍總司令)에 임명되었고 미진표(米振標)는 군부사령(軍副司令)에 임명되어 희구(喜口)를 나와 열하로 진격하였다. 제11사단 사단장 풍옥상(馮玉祥)은 제3군총사령(第三軍總司令)에 임명되었고 장지강(張之江)은 제1로사령(第一路司令)에 임명되었고, 이명종(李鳴鍾)은 제2로사령(第二路司令)에 임명되어 고북구(古北口)를 나와 개로(開魯)를 공격하였다. 장복래(張福來)는 후원군총사령(後援軍總司令)에 임명되었고, 조영(曹鍈)•호경익(胡景翼)•장석진(張席珍)•양청신(楊淸臣)•근운악(靳雲鶚)•염치당(閻治堂)•장치공(張治功)•이치운(李治雲)•반홍균(潘鴻鈞)•담경림(譚慶林)은 10로원군사령(十路援軍司令)에 각각 임명되었고, 조사걸(曹士杰)•임기붕(林起鵬)•전유근(田維勤)•마찬림(馬燦林)•오장식(吳長植)•장금표(張金標)는 각각 2로, 4로, 5로, 8로, 9로, 10로 원군부사령(援軍副司令)에 임명되었다. 두석규(杜錫珪)는 해군총사령(海軍總司令)에 충임되었다. 정사기(鄭士琦)는 해강방어총사령(海疆防禦總司令)에 임명되었다. 근운붕(靳雲鵬)은 총지휘(總指揮)에 임명되어 해안을 방어하였다. 오경문(敖景文)은 항공총사령(航空總司令)에 임명되어 북대하(北戴河), 난현(灤縣), 조양(朝陽) 및 항공처(航空處)로 나눠 주둔하였다. 이를 사조당점장(四照堂點將)이라 한다.
장작림은 강등선(姜登選)의 제1군과 장학량(張學良)의 제3군을 연군지휘부(聯軍指揮部)로 조직하였다. 9월 17일부터 양측은 산해관에서 여러 차례 교전을 벌였다. 9월 29일과 30일에 봉군은 화포와 비행기로 직군에게 폭격을 가하였고 이어서 만가둔(萬家屯), 용왕묘(龍王廟), 요가장(姚家莊)을 점령하였다. 10월 7일, 장작림른 총공격령을 하달하였고, 봉군 제1군과 제3군이 전군 출격하였다. 10월 8일, 강등선은 제19여단을 직접 지휘하여 포위공격에 나섰고 구문구를 점령하였으며 봉군은 직군 방어선을 돌파하였다. 열하에서 9월 15일 봉군 제2군은 의주(義州)로 진입, 16일에 부신(阜新)을 점령하고 23일에는 조양현성(朝陽縣城)을 점령, 10월 8일에는 적봉(赤峰)을 점령하였다. 제2군 선두부대는 곧바로 냉구로 진공, 협공세를 이뤘다.
풍옥상이 당시 오패부 참모장(參謀長) 장방엄(張方嚴)의 진격 재촉을 받았을 때, 그는 직군이 이미 패배하였다는 것으로 알고 10월 23일, 녹종린(鹿鍾麟) 부대가 북경에 이르러 총통 조곤을 감금하고 손악(孫岳) 부대는 남원(南苑)으로 갔으며, 호경익 부대는 통주(通州)로 돌아갔다. 24일, 북경은 정전 명령을 내렸고 오패부 직무를 해제했다. 풍옥상은 자기 군대를 국민군(國民軍)이라 개칭했다.
10월 24일, 봉군은 기세를 타고 직군에게 맹공을 가하였고 선후로 산해관, 진황도(秦皇島), 당산(唐山) 등을 점령하였다. 국민군은 직계를 공격하여 천진(天津)을 점령했다. 11月3일, 오패부는 당고(塘沽)에서 전함을 타고 남하했다.

## 제3차 직봉전쟁
제2차 직봉전쟁에서 실패한 후, 1925년 10월 오패부는 무한(武漢)에서 14성토적연군총사령(十四省討賊聯軍總司令)에 취임, 반봉전쟁(反奉戰爭)을 일으켜 재기를 도모했다.

## 같이 보기
- 중화민국의 역사
- 신해혁명(제1차 혁명)(1911)
- 계축의 역(제2차 혁명)(1913)
- 호국전쟁(제3차 혁명)(1915-1916)
- 부원지쟁(1916)
- 장훈복벽(1917)
- 직환전쟁(1920)
- 직봉전쟁(1922-1924)
- 신문화운동
- 손문(쑨원)
- 원세개(위안스카이)